# Collorec
 Collorec  (en bretón Koloreg) es una población y comuna francesa, situada en la región de Bretaña, departamento de Finisterre, en el distrito de Châteaulin y cantón de Châteauneuf-du-Faou.

## Demografía
| 1148 | 1038 | 891 | 778 | 692 | 647 |
| Para los censos de 1962 a 1999 la población legal corresponde a la población sin duplicidades (Fuente: INSEE [Consultar]) |      |     |     |     |     |